# Carlos Mercenario
Carlos Mercenario Carbajal (Città del Messico, 23 maggio 1967) è un ex marciatore messicano.

## Carriera
Giunto settimo alle olimpiadi di Seul '88 nella 20 km, nel 1992 vinse la medaglia d'argento ai Giochi olimpici di Barcellona nella 50 km di marcia. Fu il primo marciatore, nel 1993, a vincere in coppa del mondo sia la prova dei 20 km che quella dei 50 km.
Tra le sue vittorie spiccano anche 3 medaglie d'oro ai Giochi panamericani, nel 1987 vinse la 20 km, mentre nel 1991 e nel 1995 si impose nella 50 km. Il suo miglior tempo sui 20 km, 1h19'24" ottenuto a New York nel 1987, fu record del mondo per poco più di un mese.

## Palmarès
| Anno | Manifestazione                    | Sede              | Evento       | Risultato | Prestazione | Note |
| ---- | --------------------------------- | ----------------- | ------------ | --------- | ----------- | ---- |
| 1987 | Giochi panamericani               | Indianapolis      | Marcia 20 km | Bronzo    | 1h24'50"    |      |
| 1988 | Giochi olimpici                   | Seul              | Marcia 20 km | 7º        | 1h20'53"    |      |
| 1990 | Giochi centramericani e caraibici | Città del Messico | Marcia 20 km | Argento   | 1h24'03"    |      |
| 1991 | Giochi panamericani               | L'Avana           | Marcia 50 km | Oro       | 4h03'09"    |      |
| 1992 | Giochi olimpici                   | Barcellona        | Marcia 50 km | Argento   | 3h52'09"    |      |
| 1995 | Giochi panamericani               | Mar del Plata     | Marcia 50 km | Oro       | 3h47'55"    |      |
| 1999 | Giochi panamericani               | Winnipeg          | Marcia 50 km | Argento   | 4h09'48"    |      |